# Aurich
Aurich (plattyska: Auerk) är en stad och huvudort i det tyska distriktet Aurich i förbundslandet Niedersachsen. Staden har omkring 43 000 invånare och var tidigare residensstad för de ostfrisiska furstarna och säte för Preussens och Kungariket Hannovers förvaltning av Ostfriesland. Under tiden för den frisiska friheten hölls det frisiska tinget årligen vid Upstalsboom utanför Aurich. Aurich brukar därför räknas som Ostfrieslands huvudstad.

## Geografi

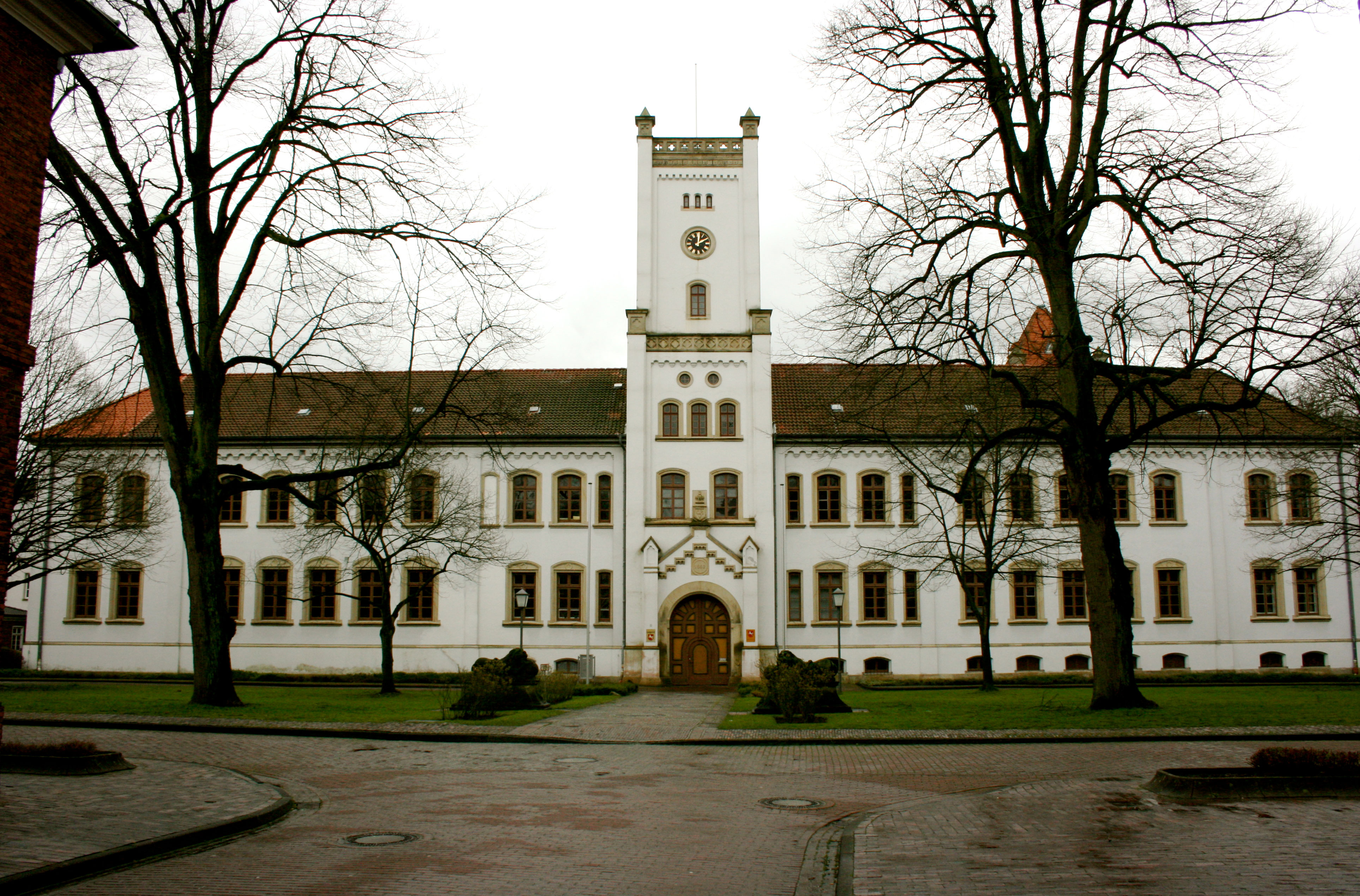
Slottet i Aurich

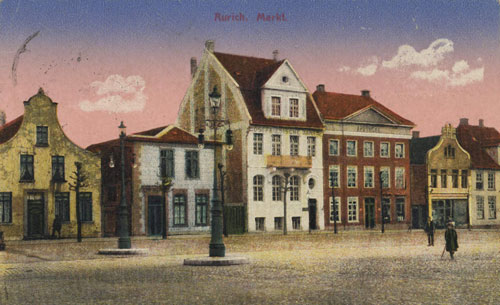
Stora torget i Aurich år 1900

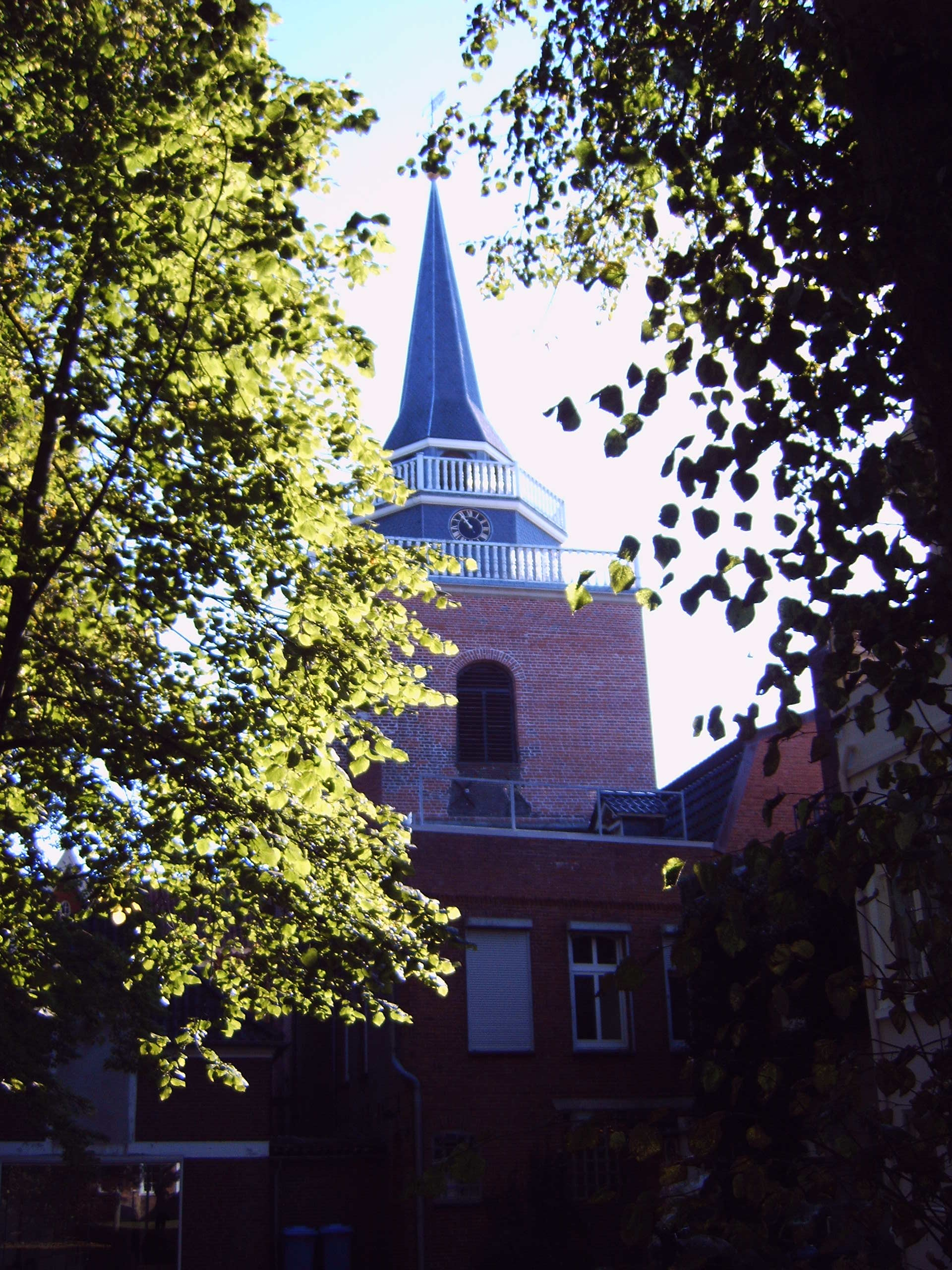
Lambertuskyrkan i Aurich

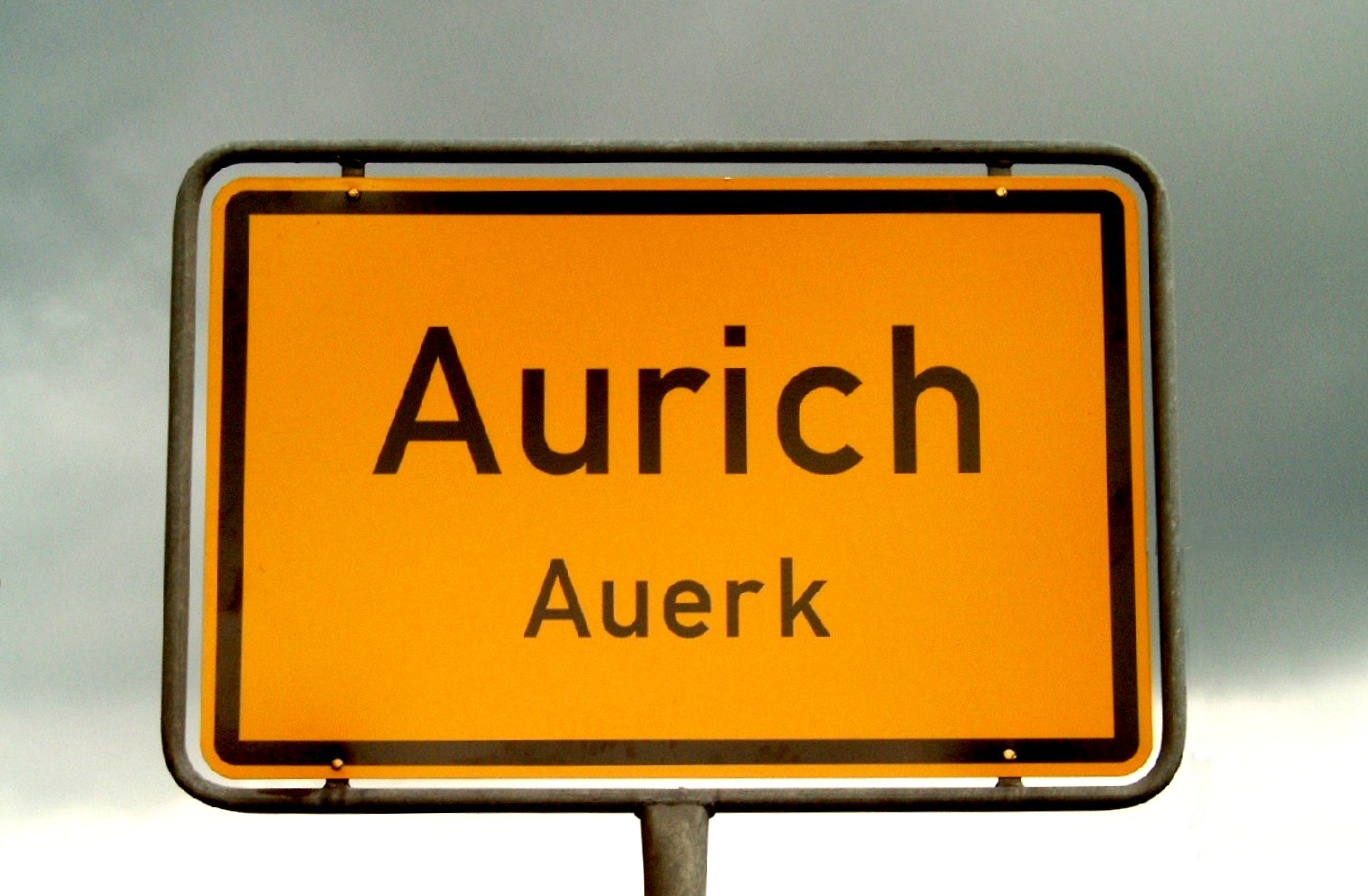
I Aurich (Auerk) talas både högtyska och plattyska

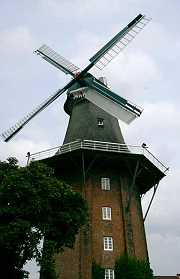
Väderkvarn i Aurich

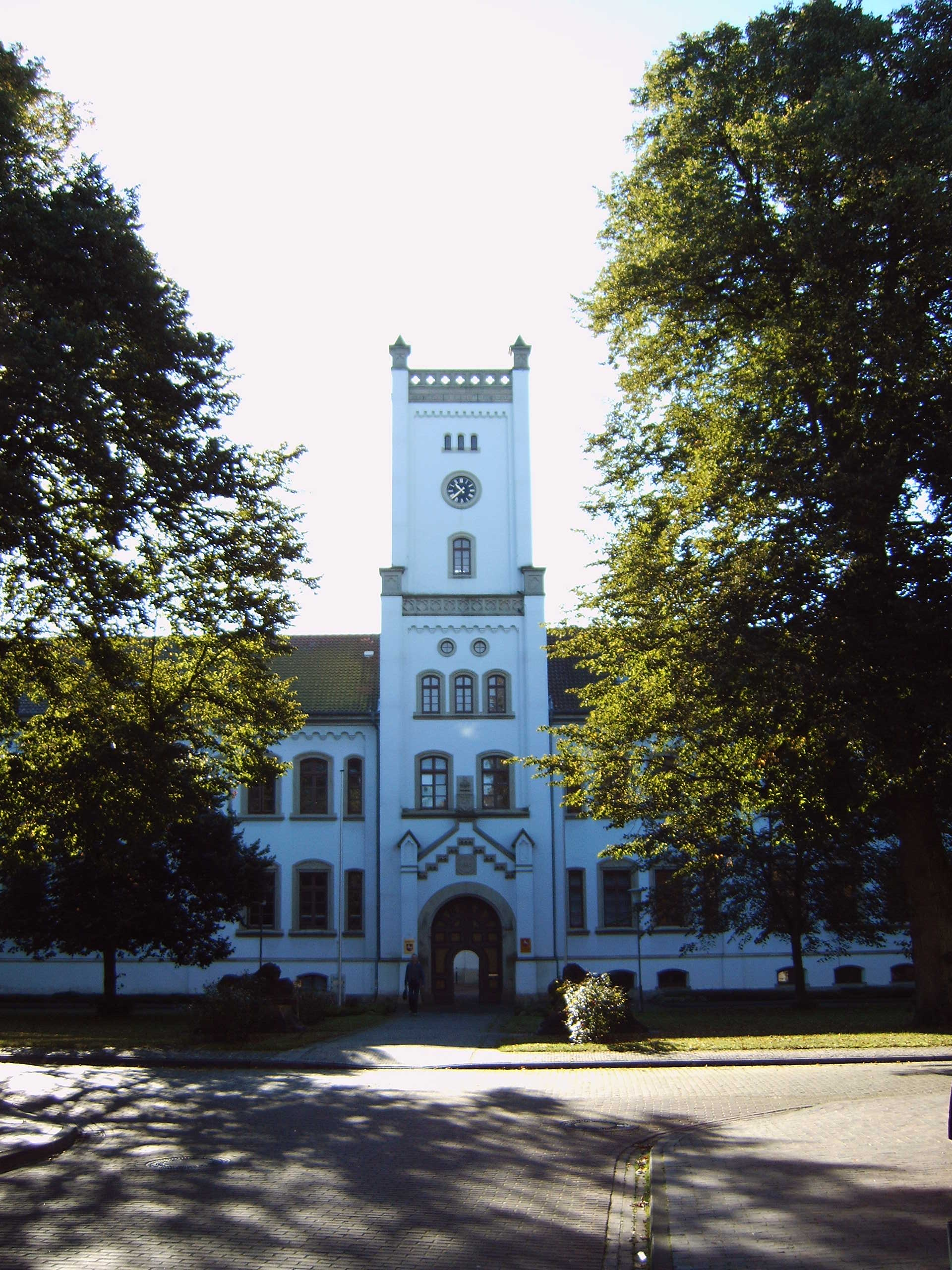
Slottsområdet i Aurich

Aurich ligger mitt i Ostfriesland i ett område som tidigare var ett utpräglat myrlandskap. Centrala Aurich ligger på ett så kallat geestområde, 3–9 meter över havet. Närmare tre fjärdedelar av kommunens yta utgörs av jordbruksmark och geest och myr präglar stadens omgivningar. En tiondel av ytan utgörs av skog, vilket för Ostfriesland är en mycket hög andel. Liksom i övriga Ostfriesland är de med träd och buskar beväxta vallhäckarna typiska för det lantliga landskapet runt stadens centrum.

## Auricherland
Staden Aurich ligger i det historiska frisiska landskapet Auricherland. Under tiden för den frisiska friheten var Auricherland ett självständigt landskap som deltog i frisernas så kallade Upstalsboomsförbund. Detta landskap gränsade i väster mot Brookmerland, i norr mot Norderland och Harlingerland, i öster mot Östringen och i söder mot Uplengen och Moormerland.

## Historia
Samhället Aurich omnämns första gången 1276 i en lagtext som Aurechove. Orten uppkom kring Lambertuskyrkan som grundlades av greve Moritz I av Oldenburg till minne av biskopen Lambertus av Maastricht.
Under senmedeltiden präglades Aurichs historia av de ständiga konflikterna mellan Ostfrieslands olika hövdingar. Dessa strider upphörde först kring år 1350 då familjen Cirksena kom till makten. Denna familj skulle komma att bli den regerande greve- och furstefamiljen i Ostfriesland. Fram till år 1561 regerade familjen i Emden, men till följd av oroligheter där flyttade familjen sitt residens till Aurich 1561. De följande århundradena var adelssläkten Cirksena ansvarig för stadens framgång.
År 1744 dog den siste fursten av huset Cirksena och Preussen tog utan motstånd över makten i Ostfriesland. Aurich blev regeringshuvudstad i den nya preussiska kretsen Ostfriesland. Under Napoleonkrigen blev Aurich ockuperat av först holländska och därefter franska trupper. Aurich var under denna tid säte för den franske prefekt som styrde över Departement de l’Ems-Oriental, det vill säga Östra Ems. Efter Wienkongressen blev Ostfriesland och Aurich en del av kungariket Hannover, men efter tyska kriget 1866 blev området åter preussiskt.
1866 blev Aurich garnisonsstad. Staden fortsatte att vara en utpräglad tjänstemannastad. I valen 1932 och 1933 vann Nationalsocialisterna och år 1938 genomfördes även i Aurich aktioner mot stadens judiska befolkning, bland annat förstördes stadens synagoga under kristallnatten. Under andra världskriget skadades stadens byggnader i mycket begränsad omfattning.
Efter andra världskriget ökade staden invånarantalet från cirka 7 000 till ungefär 10 000 på grund av många flyktingar. Staden har i dag cirka 40 000 invånare.
I en kista i Cirksenaättens mausoleum i Aurich finns stoftet efter en svensk prinsessa begravt, Gustav Vasas äldsta dotter Katarina (1539–1610), som var gift grevinna av Ostfriesland.

## Kultur
Det ostfriesiska kulturparlamentet, Ostfriesische Landschaft, har sitt säte i Aurich. Ett stort antal hus i Aurich är byggnadsminnesförklarade. Bland de mer kända byggnaderna i Aurich kan nämnas Pingelhus, Lambertuskyrkan, Knodtsche Haus och slottet.

## Näringsliv
Aurich har länge varit en tjänstemannastad, men under senare år har även en del industrier byggts upp. Handel och turism är viktigt för stadens näringsliv. Bland annat byggs vindkraftverk i Aurich (Enercon).
Genom staden går bland annat Ems-Jade-kanalen samt riksvägarna B210 Emden-Wilhelmshaven och B72 Norddeich-Cloppenburg.

## Kända personer
- Rudolf Eucken, Nobelpriset i litteratur 1908.
- Rudolf von Jhering, jurist och statsvetare.
- Karl Heinrich Ulrichs, sexolog och pionjär inom homorörelsen